# La Unión, Sucre
La Unión är en ort i Colombia.   Den ligger i departementet Sucre, i den norra delen av landet, 500 km norr om huvudstaden Bogotá. La Unión ligger 68 meter över havet och antalet invånare är 4 427.
Terrängen runt La Unión är platt. Runt La Unión är det ganska glesbefolkat, med 47 invånare per kvadratkilometer. La Unión är det största samhället i trakten. Omgivningarna runt La Unión är huvudsakligen savann.